# Shōō
Shōō (勝央町, Shōō-chō) est un bourg du district de Katsuta, dans la préfecture d'Okayama, au Japon.

## Géographie

### Démographie
Au 1er février 2015, la population de Shōō s'élevait à 10 978 habitants répartis sur une superficie de 54,05 km2.

## Histoire
Shōō serait, selon une légende, le lieu de mort de Kintarō, héros du folklore japonais.